# Heteronotus anthracinus
Heteronotus anthracinus är en insektsart som beskrevs av Strümpel 1988. Heteronotus anthracinus ingår i släktet Heteronotus och familjen hornstritar. Inga underarter finns listade i Catalogue of Life.